# Lord Chumley
Lord Chumley é um curta-metragem norte-americano de 1914, do gênero drama, dirigido por James Kirkwood. Impressões do filme encontram-se conservadas no arquivo de filme da Biblioteca do Congresso, Nova Iorque.

## Elenco
- Lillian Gish - Eleanor Butterworth
- Henry B. Walthall - Lord Chumley
- Mary Alden
- Walter Miller
- Charles Hill Mailes
- William J. Butler
- Thornton Cole
- Helen Hart
- Laura La Varnie
- Gus Pixley
- José Ruben
- Charles West - Papel indeterminado